# Albert Rodegerdts
Albert Rodegerdts (* 23. September 1898 in Belum; † 11. Februar 1973 Münster in Westfalen) war von 1939 bis 1941 Kreisleiter in Cuxhaven und Uelzen, Gauschulungsleiter und Gaustabsamtsleiter der NSDAP in Niedersachsen. Am Ende des Zweiten Weltkriegs war er Festungskommandant von Cuxhaven.

## Biographie
Rodegerdts war Schüler an der Oberrealschule in Hannover und legte 1915 das Notabitur ab. Anschließend studierte er Chemie an der Universität Hamburg. Da der ältere Bruder im Ersten Weltkrieg gefallen war, gab er nach dem ersten Semester das Studium wieder auf und kehrte auf den elterlichen Hof zurück. Anschließend war er Soldat, bis ihm ein Bein nach einer Kriegsverwundung im Ersten Weltkrieg amputiert wurde. Albert Rodegerdts war verheiratet und hatte zwei Kinder.
Zum 1. Oktober 1930 trat Albert Rodegerdts der NSDAP bei (Mitgliedsnummer 324.628). Als die Orte Neuhaus/Oste und Otterndorf, wo er vom 1. Mai 1933 bis 1. November 1936 Bürgermeister war, am 1. Oktober 1932 zusammengelegt wurden, wurde er ehrenamtlicher Kreisleiter des neuen Kreises Otterndorf. Der Gauleiter von Ost-Hannover Otto Telschow berief ihn am 1. November 1936 zum hauptamtlichen Kreisleiter von Cuxhaven. 1939 ging er im Austausch mit Ernst Brändel als Kreisleiter nach Uelzen. Im Mai 1941 wurde er als Gauschulungsleiter Hannover-Ost nach Lüneburg abgerufen. Am 1. Juli 1942 stieg er in der Hierarchie der NSDAP auf und wurde Gaustabsamtsleiter bis zum März 1945. Danach war er Festungskommandant von Cuxhaven bis zum Kriegsende am 7. Mai 1945.
Nach dem Ende des Zweiten Weltkriegs wurde Rodegerdts am 17. Mai 1945 verhaftet und zunächst in das Internierungslager Sandbostel (vormals Stalag X-B) gebracht und danach ins Lager Westertimke verlegt. Dort wurde er am 7. März 1946 entlassen, weil er nach ärztlicher Begutachtung als nicht lagerfähig beurteilt wurde. Am 1. Mai 1948 wurde er erneut verhaftet und angeklagt. 
Rodegerdts wurde in der Gerichtsverhandlung, die am 20. August 1948 eröffnet wurde, von Zeugen der notorischen Wortbrüchigkeit, der schwersten Korruption und der persönlichen Rachsucht bezichtigt. In seiner Urteilsbegründung 25. November 1948 ist festgehalten, dass er der Gestapo Meldungen über die politische Unzuverlässigkeit einzelner Auskünfte geliefert habe. Da er als schwer körperbehindert eingestuft war, erhielt er lediglich eine zweijährige Gefängnisstrafe und die Lagerhaft von etwa 14 Monaten wurde auf das Strafmaß angerechnet. Des Weiteren wurde ihm eine Bewährungsfrist bis zum 1. April 1952 auferlegt, die ihm nach Einreichung eines Gnadengesuchs durch das Spruchgericht Benefeld-Bomlitz am 10. März 1952 erlassen wurde.